# Amal Tamimi
Amal Tamimi (Jerusalén, 7 de enero de 1960) es una feminista, activista social y política islandesa nacida en Palestina. Fue la segunda persona nacida en el extranjero (después de Paul Fontaine Nikolov) y la primera mujer nacida en el extranjero en ocupar un escaño en el parlamento islandés (sustituta de Lúðvík Geirsson en 2011 y de Katrín Júlíusdóttir en 2012).

## La vida en Jordania, la Palestina ocupada, 1960–95
Amal nació en 1960 y creció en Wadi al-Joz, al este de Jerusalén. Hija de Nazima abu Rajabb al Tamimi y de Salim Abu Khaled al Tamimi, un hombre de negocios y activista apasionado; y hermana de Salmann Tamini.
Amal vivió la Guerra de los Seis Días en 1967; fue políticamente activa durante la mayor parte de su estancia en Israel. A los 13 años fue encarcelada en espera de juicio durante dos semanas por arrojar piedras a soldados israelíes, y recibió una condena condicional de seis meses. Se casó por primera vez a los 16 años, y tuvo cinco hijos antes de abandonar a su marido en 1995, tras lo que ha descrito como un matrimonio abusivo, y huir con sus hijos a Islandia, a casa de su hermano Salmann (Suleiman). Más tarde, Amal declaró que sentía que no tenía derechos como mujer según la ley Sharía.
En 1987, obtuvo un diploma en estudios empresariales a través de la Asociación Cristiana de Mujeres Jóvenes y trabajó para una ONG.

## La vida en Islandia, 1995–
Amal vivió por primera vez en Islandia en 1983-84 mientras estaba separada de su marido, trabajando para Nói Síríus.
Ayudada por su hermano Salmann (Suleiman), Amal se trasladó con sus cinco hijos a Islandia en enero de 1995. Allí trabajó como limpiadora, luego en una panadería y en la transformación de pescado, y aprendió islandés. Conoció a su segunda pareja, Heiðar, un hombre no árabe, que provocó una gran ruptura en su familia, incluso con su hermano Salmann (Suleiman), quien la repudió.
En 2001, a la edad de 41 años, Amal ingresó en la Universidad de Islandia, licenciándose en Ciencias Sociales en 2004, con una tesis titulada Terrorism in Palestine: Religion or Colonial Imperialism? (Terrorismo en Palestina: ¿Religión o imperialismo colonial?). En 2002 recibió la ciudadanía islandesa (por lo que tuvo que renunciar a la ciudadanía palestina) y el 24 de octubre de 2003 fundó W.O.M.E.N. (Women of Multicultural Ethnicity Network).
Desde 2004 es consejera en el Alþjóðahús. En 2008, se convirtió en la primera inmigrante en presidir el Consejo de Inmigración de Islandia, fundó el Jafnréttishús (Centro para la Igualdad) y fue la primera inmigrante elegida concejal de Hafnarfjörður, mientras que su hija Falasteen Abu Libdeh se convirtió en la primera inmigrante elegida concejal de Reykjavík.